# Michael Aller
Michael Aller (ur. 3 lipca 1977 w San Francisco) – amerykański wioślarz.

## Osiągnięcia
- Mistrzostwa Świata – Sewilla 2002 – czwórka podwójna wagi lekkiej – 6. miejsce[1].
- Mistrzostwa Świata – Mediolan 2003 – czwórka podwójna wagi lekkiej – 6. miejsce[1].
- Mistrzostwa Świata – Banyoles 2004 – czwórka podwójna wagi lekkiej – 4. miejsce[1].
- Mistrzostwa Świata – Linz 2008 – czwórka podwójna wagi lekkiej – 6  miejsce[1].